# Kosmos 2486
Kosmos 2486, ruski vojni elektrooptički izviđački satelit iz programa Kosmos. Vrste je Persona (Persona br. 2 L). 
Lansiran je 7. lipnja 2013. godine s kozmodroma Pljesecka s mjesta 43/4. Lansiran je u nisku orbitu oko planeta Zemlje raketom nosačem Sojuz-2.1b. Orbita mu je 697 km u perigeju i 729 km u apogeju. Orbitne inklinacije je 98,30°. Spacetrackov kataloški broj je 39177. COSPARova oznaka je 2013-028-A. Zemlju obilazi u 93,15 minuta. 
Mase je veće od 7000 kg. Napaja se iz razmjestivih solarnih panela i baterija.
Iz misije je blok-I 14S54 vratio se u atmosferu.

## Vanjske poveznice
- N2YO.com Search Satellite Database (engl.)
- Celes Trak SATCAT Format Documentation (engl.)
- Kunstman  Arhivirana inačica izvorne stranice od 12. kolovoza 2019. (Wayback Machine) Satellites in Orbit (engl.)